# Richard Ackermann (Admiral)

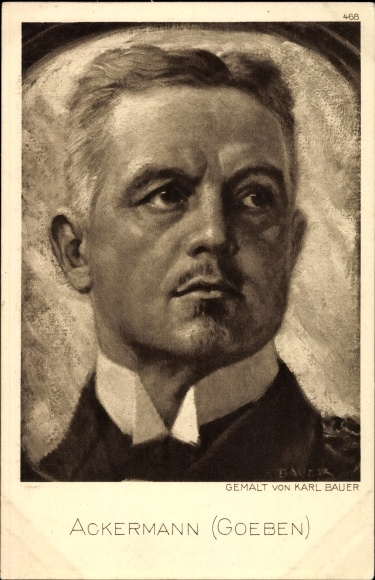
Postkarte mit einem Porträt von Richard Ackermann, zwischen 1914 und 1916.

Richard Ackermann (* 17. November 1869 in Weeskenhof, Kreis Preußisch Holland; † 27. September 1930 in Berlin-Charlottenburg) war ein deutscher Konteradmiral der Kaiserlichen Marine.

## Leben
Richard Ackermann trat am 13. April 1889 als Kadett in die Kaiserliche Marine ein und wurde nach seiner Grundausbildung sowie dem Besuch der Marineschule am 15. April 1890 Seekadett. Es folgten Kommandierungen auf die Friedrich Carl (September 1890 bis April 1891), Oldenburg (April bis Oktober 1891), Friedrich der Große (Oktober 1891 bis März 1892) und Prinzeß Wilhelm (März bis November 1892). Am 17. Mai 1892 wurde er zum Unterleutnant zur See befördert. Ab Mitte November 1892 setzte Ackermann für ein Jahr seine Ausbildung an der Marineschule fort. Anschließend kam er bis Ende März 1894 auf das Panzerschiff Brandenburg. Es folgte bis April 1895 sein Verwendung als Wachoffizier auf der Prinzeß Wilhelm und am 18. Juni 1895 seine Beförderung zum Leutnant zur See. In gleicher Funktion war er im Juli 1895 zunächst auf der Hildebrand, dann auf der Sophie tätig. Vom 28. September 1895 bis 21. September 1896 war er Kompanie- und Wachoffizier der II. Torpedo-Abteilung. Anschließend war er bis 14. Oktober 1896 erneut als Wachoffizier nun auf der Odin. Als Kompanieoffizier war er bis zum 25. März 1897 bei der II. Matrosen-Division. Es folgte erneut seine Verwendung als Wachoffizier (bis April 1898 auf der Stein und bis März 1899 auf der Stosch). Er kam als Adjutant zurück zur II. Torpedo-Abteilung und blieb bis 30. September 1899 in dieser Position. Anschließend stand Ackermann bis 31. März 1900 zur Verfügung des Chefs der Marinestation der Nordsee. Vom 1. April 1900 bis 30. März 1902 war er Wachoffizier auf der Vineta. Zugleich war er ab dem 14. November 1901 mit der Wahrnehmung der Geschäfte des Navigationsoffiziers des Schiffes beauftragt.
Vom 31. März 1902 bis 30. September 1904 war er Adjutant der Marine-Depotinspektion und anschließend bis Ende September 1906 als Navigationsoffizier auf der Wettin. Er wurde Erster Offizier auf der Undine. Vom 1. April 1907 bis zum 3. April 1908 folgte seine Verwendung als Führer der 2. Abteilung der II. Matrosen-Division. Zwischenzeitlich am 22. August 1907 zum Korvettenkapitän aufgestiegen, trat Ackermann am 25. April 1908 auf dem Dampfer Rhein seine Ausreise nach Ostasien an, um dort das Kommando über das Kanonenboot Tiger zu übernehmen. Ende Mai 1910 gab er das Kommando ab, kehrte bis Mitte Juli nach Deutschland zurück und war als Mitglied der Schiffsprüfungskommission tätig. Dort avancierte Ackermann am 11. November 1911 zum Fregattenkapitän.
Ab dem 1. Oktober 1913 stand Ackermann zur Verfügung des Chefs der Marinestation der Ostsee, stieg am 22. März 1914 zum Kapitän zur See auf und wurde am 4. April 1914 zum Kommandanten Großen Kreuzers Goeben bei der Mittelmeer-Division ernannt. In dieser Eigenschaft erhielt er durch Kabinettsorder vom 9. Juni 1914 die Erlaubnis zur Annahme des Kommandeurkreuzes des Ordens der Heiligen Mauritius und Lazarus sowie des Erlöser-Ordens. Nach dem Beginn des Ersten Weltkriegs wurde die Goeben mit seiner deutschen Besatzung der Osmanischen Marine übergeben und fuhr unter dem Namen Yavuz Sultan Selim Einsätze im Schwarzen Meer, darunter in der Seeschlacht von Kap Sarych. Für sein Wirken während des Krieges wurde Ackermann mit beiden Klassen des Eisernen Kreuzes, dem Ritterkreuz des Königlichen Hausordens von Hohenzollern mit Schwertern und dem Kronen-Orden II. Klasse mit Schwertern ausgezeichnet. Der osmanische Sultan ehrte ihn mit dem Mecidiye-Orden II. Klasse, der goldenen Liakat-Medaille mit Schwertern sowie dem Eisernen Halbmond.
Ackermann gab am 5. Januar 1918 das Schiffskommando ab, kehrte nach Deutschland zurück und war vom 17. März 1918 über das Kriegsende hinaus bis zum 19. März 1919 Kommandeur der I. Werftdivision. Anschließend stand er erneut zur Verfügung des Chefs der Marinestation der Ostsee und war beurlaubt. Am 7. November 1919 wurde er mit dem Charakter als Konteradmiral aus der Marine entlassen.
Richard Ackermann starb am 27. September 1930 im Alter von 60 Jahren in Berlin-Charlottenburg. Er wurde auf dem Friedhof Heerstraße im heutigen Ortsteil Berlin-Westend beigesetzt. Das Grabmal ist nicht erhalten.